# Christopher Kane

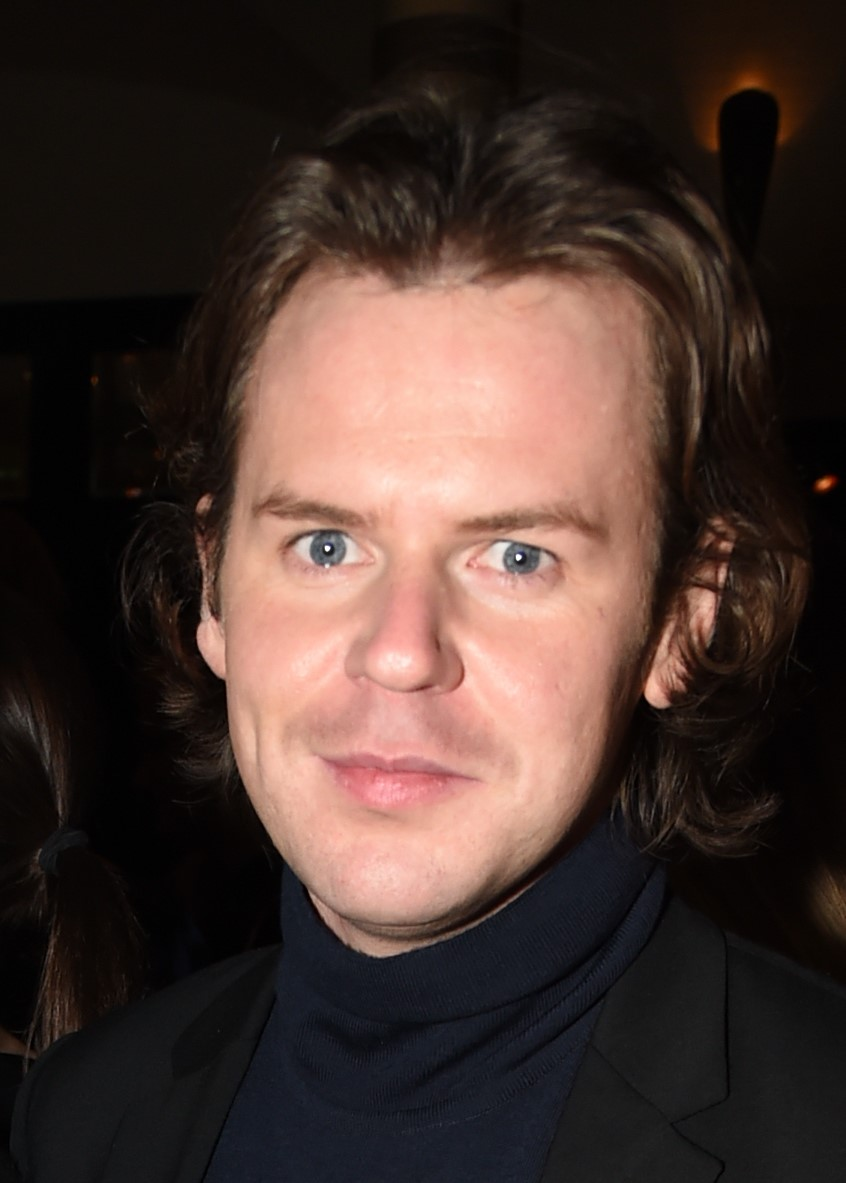
Christopher Kane (2014)

Christopher John Kane (* 26. Juli 1982 in Newarthill, North Lanarkshire) ist ein schottischer Modemacher.

## Biografie
Kane wurde als jüngstes von fünf Kindern in schottischen Newarthill als Sohn eines Ingenieurs und Zeichners und einer Hausfrau geboren.
Kane besuchte die Taylor High School. Noch während seines Studiums arbeitete er für die Designer Russell Sage und Giles Deacon und erregte die Aufmerksamkeit von Donatella Versace, indem er 2005 den Lancôme Color Award gewann.
Anschließend gewann Kane den Harrods Design Award für seine MA Graduate-Kollektion. Die Kollektion bestand aus mit Messingringen verzierten Kleidern aus Stretch-Spitze. Daraufhin wurde er von Versace engagiert, um an der Atelier-Couture-Kollektion des Labels zu arbeiten. 2006 machte er seinen Abschluss am Central Saint Martins College of Art and Design.
Im August 2014 war Kane eine von 200 Persönlichkeiten des öffentlichen Lebens, die im Vorfeld des schottischen Unabhängigkeitsreferendums einen offenen Brief gegen die schottische Unabhängigkeit unterzeichnete, welcher unter anderem von der Zeitung The Guardian veröffentlicht wurde.

## Unternehmen
Gemeinsam mit seiner Schwester Tammy Kane gründete er 2006 das nach ihm benannte Label.